# Helmut Hallmeier
Helmut Hallmeier (30 de diciembre de 1936 - 26 de junio de 1976) fue un piloto de motociclismo alemán, que compitió en el Campeonato del Mundo de Motociclismo entre 1954 y 1956.

## Biografía
En 1954, Hallmeier consiguió convertir la Adler MB 250 RS en una competencia directa de la NSU Rennmax del campeón mundial Werner Haas al acabar tercero en el . Helmut Hallmeier y Walter Vogel entraron en la máquina en el Gran Premio de Alemania (Gran Premio de Alemania 1954 Road Race), donde Hallmeier terminó tercero en el Gran Premio de Alemania. Un año después, Hallmeier ganó el internacional Sachsenring-Rennen con esta Adler MB 250 RS y con una NSU Sportmax perforado el Schleizer Dreieckrennen en el Schleizer Dreieck.
En 1957 también utilizó un NSU Sportmax para la categoría de 250cc. Ganó carreras internacionales de 250 y 350 cc, incluida la Eifelrennen. En el Gran Premio de Alemania llegó sexto en la carrera de 250cc y tercero en la de 350cc. También ganó las carreras de 250 y 350cc del Gran Premio de Checoslovaquia, que no contaba para el campeonato mundial. Se convirtió en el campeón de 350cc de Alemania. En 1958, después de competir en algunas carreras, se retiraría para abrir una cafetería en Núremberg.

## Resultados en el Campeonato del Mundo
Sistema de puntuación desde 1950 hasta 1968:
| Posición | 1.º | 2.º | 3.º | 4.º | 5.º | 6.º |
| Puntos   | 8   | 6   | 4   | 3   | 2   | 1   |

### Carreras por año
(Carreras en negrita indica pole position; Carreras en cursiva indica vuelta rápida)
| Año  | Clase | Equipo | 1     | 2     | 3     | 4       | 5     | 6     | 7       | 8     | Pts. | Pos. |
| ---- | ----- | ------ | ----- | ----- | ----- | ------- | ----- | ----- | ------- | ----- | ---- | ---- |
| 1954 | 250cc | Adler  | FRA - | IOM - | ULS - | BEL -   | NED 9 | GER 3 | SUI Ret | NAT - | 4    | 10.º |
| 1955 | 250cc | NSU    |       |       | IOM - | GER 6   |       | NED - | ULS 11  | NAT - | 1    | 14.º |
| 1955 | 350cc | NSU    |       | FRA - | IOM - | GER 13  | BEL - | NED - | ULS -   | NAT 7 | 0    | -    |
| 1956 | 250cc | NSU    | IOM - | NED - | BEL - | GER Ret | ULS - | NAT - |         |       | 0    | -    |
| 1956 | 350cc | NSU    | IOM - | NED - | BEL - | GER 9   | ULS - | NAT - |         |       | 0    | -    |
| 1957 | 250cc | NSU    | GER 6 | IOM - | NED - | BEL -   | ULS - | NAT - |         |       | 1    | 18.º |
| 1957 | 350cc | NSU    | GER 3 | IOM - | NED - | BEL -   | ULS - | NAT - |         |       | 4    | 9.º  |